# Ligne de Berlin à Wrocław
 (avril 2021).
Si vous disposez d'ouvrages ou d'articles de référence ou si vous connaissez des sites web de qualité traitant du thème abordé ici, merci de compléter l'article en donnant les références utiles à sa vérifiabilité et en les liant à la section « Notes et références ».
La ligne de Berlin à Wrocław (en allemand : Niederschlesisch-Märkische Eisenbahn, « ligne de la Basse-Silésie–Marche ») est une ligne de chemin de fer construite de 1842 à 1846 pour relier Berlin à la ville de Breslau (Wrocław), alors capitale de la Silésie prussienne. Ce chemin de fer est acquis par l'État de Prusse le 1852, puis est intégré, avec l'ensemble des chemins de fer prussiens, dans la Deutsche Reichsbahn, lors de sa création en 1920.
Depuis la fin de la Seconde Guerre mondiale et la délimitation de la ligne Oder-Neisse, la ligne est partagée entre l'Allemagne et la Pologne. Aujourd'hui, le tronçon de Berlin à Francfort-sur-l'Oder fait partie du corridor paneuropéen II.

## Histoire
Dans les États allemands, la construction de chemins de fer a démarré avec l'inauguration de la Nordbahn en Autriche en 1838 et la réalisation de la ligne de Leipzig à Dresde entre 1837 et 1839. La ligne de Magdebourg à Leipzig traversant trois pays, la Prusse, l'Anhalt et la Saxe, a été achevé en 1840.

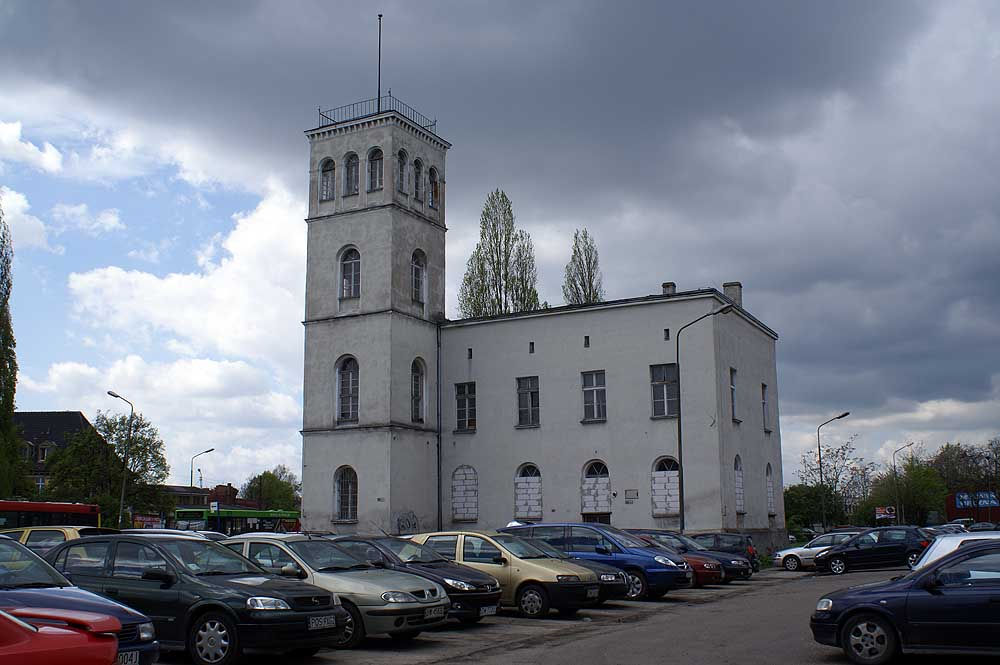
Les restes de l'ancienne gare de la Marche à Wrocław.

Le 23 octobre 1842 vit l'inauguration de la ligne prussienne partant de la gare de l'Est (alors appelée « gare de Francfort ») à Berlin pour traverser la province de Brandebourg (l'ancienne marche) via Fürstenwalde jusqu'à la gare de Francfort-sur-l'Oder. L'année suivante, la société Niederschlesisch-Märkische Eisenbahn-Gesellschaft a été créée, avec la participation de l'État de Prusse, pour réaliser une liaison ferroviaire de Francfort vers la ville de Breslau en Basse-Silésie. La ligne réalisée en plusieurs étapes est ouverte à la circulation le 1er septembre 1846.
Une branche de Kohlfurt (Węgliniec) à Görlitz fut inaugurée le 1er septembre 1847. Depuis 1848, il existait la possibilité d'emprunter des trains vers la Haute-Silésie où un point de passage frontalier ferroviaire à Oderberg (Bohumín) établit la connexion avec le réseau de la Nordbahn autrichienne.
En 1850, le ministre prussien August von der Heydt a lancé un débat sur la future nationalisation de la compagnie ferroviaire. Malgré l'opposition de son collègue Carl von Bodelschwingh, ministre des finances, l'achat par les Chemins de fer d'État de la Prusse s'est fait le 1er janvier 1852.

## Infrastructure

### Profil et tracé
D'une longueur de 329,5 km, la ligne débute à la gare de l'Est, dessert la gare de Francfort-sur-l'Oder, puis bifurque au sud-est vers Eisenhüttenstadt, passe la frontière germano-polonaise au point kilométrique (PK) 132, dessert Lubsko, Legnica et arrive à destination à la gare centrale de Wrocław.